# I Don’t Believe You (singel Pink)
I Don’t Believe You – soft rockowa ballada Pink pochodząca z jej piątego albumu Funhouse. Tekst napisała sama piosenkarka i Max Martin. 5 października 2009 piosenkę wydano jako szósty singel z albumu.

## Sukcesy
„I Don’t Believe You” jest jedyną piosenką Pink której nie udało się dotrzeć na szczyty list przebojów w Wielkiej Brytanii. W USA i Kanadzie sprzedała się w około 115.000 mln kopii oraz cyfrowo. W Australii dotarła do 23. pozycji i była numerem jeden w rozgłośniach radiowych w tydzień od wydania. W Europie piosenka wspięła się na 40. pozycję tak jak w większości krajów, natomiast w Portugalii #1.

## Teledysk
Teledysk wyreżyserowany został przez Sophie Muller, a nagrywano go w Los Angeles i Kalifornii. Premiera odbyła się pod koniec października. Wideo przedstawia Pink w sukni ślubnej, gdy ta szuka kochanka, lecz bez skutku. Następnie ukazane są sceny gdy piosenkarka leży na łóżku, a potem jeździ na rolkach śpiewając w pustej sali ślubnej. Pod koniec śpiewa do siebie i płacze nad pustym albumem ślubnym. Film jest czasem czarno-biały, a czasem kolorowy.

## Promocja
Pink po raz pierwszy wykonała utwór 16 września 2009, razem z inną piosenką „Funhouse” w programie Jimmy Kimmel Live!. 5 lutego 2010 wykonała ją ponownie w „The Oprah Winfrey Show”. Piosenka była grana podczas trasy Funhouse Tour. Wokalistka twierdzi, iż „I Don’t Believe You” jest jej ulubioną piosenką z albumu Funhouse.

## Lista utworów
1. „I Don’t Believe You” – 4:36
2. „I Don’t Believe You” (Live in Australia) – 4:38